# Jan Asen Zaccaria

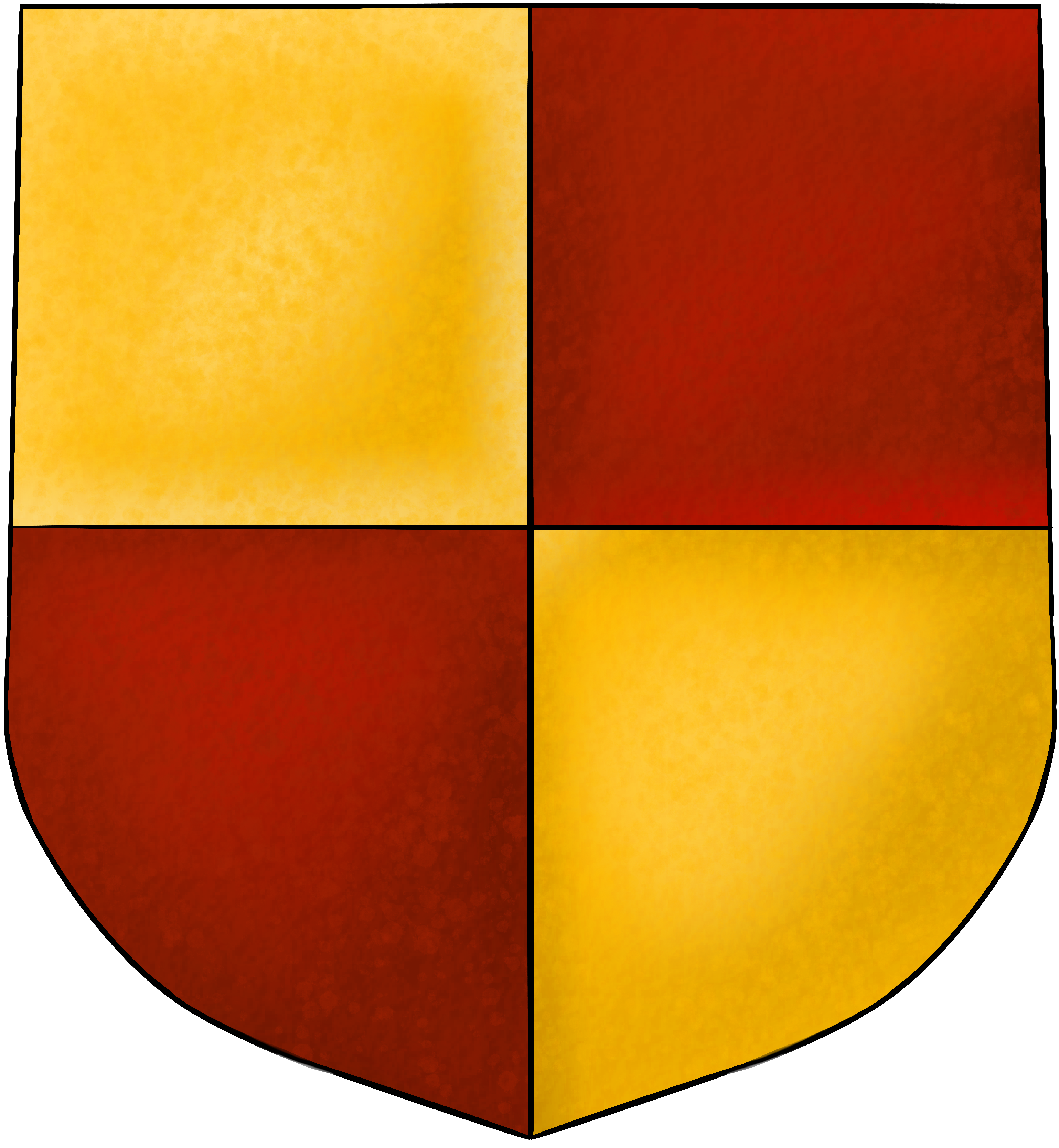
Herb rodu zaccarii

Jan Asen Zaccaria wł. Giovanni Asano Zaccaria (zm. 1469) – nieślubny syn genueńskiego księcia Achai Centuriona II Zaccarii (1404-1430). 

## Życiorys
Od 1446 roku był więziony z rozkazu despoty Morei Tomasza Paleologa. W 1453 udało mu się uciec, a korzystając z powszechnego buntu przeciwko despotom, przejął zamek Aetos i ogłosił się księciem Achai. W 1454 roku w obliczu połączonych sił despoty Tomasza i jego tureckich sojuszników, porzucił zamek i uciekł do weneckiej twierdzy Modon. Stamtąd udał się do Włoch. W 1459 przebywał w Genui, a od 1464 roku aż do śmierci w 1469 roku mieszkał w Rzymie.